# 2011-es női EHF-kupagyőztesek Európa-kupája-döntő
A 2011-es női kézilabda kupagyőztesek Európa-kupája-döntőjét a magyar Ferencváros és a spanyol CB Mar Alicante játszotta. A döntő két mérkőzésből állt. Mindkét csapat otthonában egyszer-egyszer mérkőztek meg a csapatok. Az első összecsapás Magyarországon a dabasi Diego sportcsarnokban volt, míg a visszavágót a spanyolországi Alicante városban játszották. A döntő a Ferencváros nyerte meg, összesítésben 57–52-re. Magyar csapat 1995, a Ferencváros 1978 után nyerte meg ismét KEK-et.

## Körülmények
Az első meccsen ideális hőmérsékletben játszottak a csapatok, nagyszámú és hangos magyar közönség előtt amit kicsit nehezményeztek is a spanyolok. A visszavágóra a spanyol Alicantében került sor ahol tikkasztó forróság és a csarnok üveg teteje miatt rossz látási viszonyok várták a csapatokat. Ide is szépszámú magyar közönség érkezett és jó hangulatban biztatták csapatukat.

## Első mérkőzés
| 2011. május 8. 15:00 | FTC Rail-Cargo | 34 – 29     | CB Mar Alicante | Diego Sportcsarnok, Dabas Nézőszám: 2500 Játékvezetők: Andrei Gousko, Siarhei Repkin (fehéroroszok) |
| 2011. május 8. 15:00 | Trufán 7       | (17 – 12)   | Ortuno 14       | Diego Sportcsarnok, Dabas Nézőszám: 2500 Játékvezetők: Andrei Gousko, Siarhei Repkin (fehéroroszok) |
| 2011. május 8. 15:00 | 2× 3×          | Jegyzőkönyv | 4× 3×           | Diego Sportcsarnok, Dabas Nézőszám: 2500 Játékvezetők: Andrei Gousko, Siarhei Repkin (fehéroroszok) |

| FTC RAIL-CARGO:     |                     |     |           |          |
|                     |                     | Gól | Sárga lap | Büntetés |
| 2                   | Zácsik Szandra      | 5   | 1         |          |
| 4                   | Szarka Adrienn      | 0   |           |          |
| 8                   | Szucsánszki Zita    | 6   | 1         | 1        |
| 11                  | Trufán Noémi        | 7   |           |          |
| 13                  | Szádvári Krisztina  | 3   |           |          |
| 14                  | Szamoránsky Anikó   | 1   |           |          |
| 15                  | Bari Nagy Regina    | 0   |           |          |
| 16                  | Alena Abramovich    | 0   |           |          |
| 19                  | Kovacsicz Mónika    | 6   | 1         |          |
| 21                  | Németh Csilla       | 0   |           |          |
| 23                  | Tomori Zsuzsanna    | 0   |           |          |
| 61                  | Pastrovics Melinda  | 0   |           |          |
| 66                  | Balogh Barbara      | 0   |           |          |
| 98                  | Szamoránsky Piroska | 6   |           | 1        |
| Hétméteresek: 4 / 2 |                     |     |           |          |
| Edző:               |                     |     |           |          |
| Elek Gábor          |                     |     |           |          |

| CB MAR ALICANTE:      |                                          |     |           |          |
|                       |                                          | Gól | Sárga lap | Büntetés |
| 1                     | Isabel Cristina Maestro Sanz             | 0   |           |          |
| 4                     | Lene Tobiasen                            | 3   |           |          |
| 7                     | Cristina Barrios Garcia                  | 0   | 1         |          |
| 8                     | Maria Nunez Nistal                       | 2   |           | 2        |
| 11                    | Jovana Jovovic                           | 3   |           |          |
| 12                    | Linda Pradel                             | 0   |           |          |
| 15                    | Laura Maria Ortuno Torrico               | 0   |           |          |
| 17                    | Isabel Maria Ortuno Torrico              | 14  |           |          |
| 18                    | Laima Bernataviciute                     | 0   |           |          |
| 21                    | Beatriz San Isidro Dura                  | 0   |           |          |
| 22                    | Angela Garcia del Castillo               | 2   |           |          |
| 23                    | Laura Gina Craciun                       | 1   | 1         | 1        |
| 77                    | Veronique Demoniere                      | 0   |           |          |
| 85                    | Do Espirito Ferreira Ana Miriam De Sousa | 4   | 1         | 1        |
| Hétméteresek: 5 / 5   |                                          |     |           |          |
| Edző:                 |                                          |     |           |          |
| Alejandro Rico Tudela |                                          |     |           |          |

## Második mérkőzés
| 2011. május 15. 12:30 | CB Mar Alicante | 23 – 23     | FTC Rail-Cargo | Pabellon Municipal Pitiu Roche, Alicante Nézőszám: 2400 Játékvezetők: Tomo Vodopivec, Robert Krasna (szlovénok) |
| 2011. május 15. 12:30 | Tomori 7        | (10 – 11)   | Ortuno 8       | Pabellon Municipal Pitiu Roche, Alicante Nézőszám: 2400 Játékvezetők: Tomo Vodopivec, Robert Krasna (szlovénok) |
| 2011. május 15. 12:30 | 1× 3×           | Jegyzőkönyv | 2× 3×          | Pabellon Municipal Pitiu Roche, Alicante Nézőszám: 2400 Játékvezetők: Tomo Vodopivec, Robert Krasna (szlovénok) |

| CB MAR ALICANTE:      |                                          |     |           |          |
|                       |                                          | Gól | Sárga lap | Büntetés |
| 1                     | Isabel Cristina Maestro Sanz             | 0   |           |          |
| 4                     | Lene Tobiasen                            | 3   | 1         |          |
| 7                     | Cristina Barrios Garcia                  | 0   |           |          |
| 8                     | Maria Nunez Nistal                       | 1   | 1         |          |
| 11                    | Jovana Jovovic                           | 2   |           |          |
| 12                    | Linda Pradel                             | 0   |           |          |
| 15                    | Laura Maria Ortuno Torrico               | 0   |           |          |
| 17                    | Isabel Maria Ortuno Torrico              | 8   |           |          |
| 18                    | Laima Bernataviciute                     | 5   |           |          |
| 21                    | Beatriz San Isidro Dura                  | 0   |           |          |
| 22                    | Angela Garcia del Castillo               | 0   |           |          |
| 23                    | Laura Gina Craciun                       | 2   |           |          |
| 77                    | Veronique Demoniere                      | 0   |           |          |
| 85                    | Do Espirito Ferreira Ana Miriam De Sousa | 2   | 1         | 1        |
| Hétméteresek: 5 / 4   |                                          |     |           |          |
| Edző:                 |                                          |     |           |          |
| Alejandro Rico Tudela |                                          |     |           |          |

| FTC RAIL-CARGO:     |                     |     |           |          |
|                     |                     | Gól | Sárga lap | Büntetés |
| 2                   | Zácsik Szandra      | 1   |           | 1        |
| 4                   | Szarka Adrienn      | 1   |           |          |
| 8                   | Szucsánszki Zita    | 5   | 1         |          |
| 11                  | Trufán Noémi        | 2   |           |          |
| 13                  | Szádvári Krisztina  | 0   | 1         |          |
| 14                  | Szamoránsky Anikó   | 0   |           |          |
| 15                  | Bari Nagy Regina    | 0   |           |          |
| 16                  | Alena Abramovich    | 0   |           |          |
| 19                  | Kovacsicz Mónika    | 5   | 1         |          |
| 21                  | Németh Csilla       | 0   |           |          |
| 23                  | Tomori Zsuzsanna    | 7   |           | 1        |
| 61                  | Pastrovics Melinda  | 0   |           |          |
| 66                  | Balogh Barbara      | 0   |           |          |
| 98                  | Szamoránsky Piroska | 2   |           |          |
| Hétméteresek: 6 / 4 |                     |     |           |          |
| Edző:               |                     |     |           |          |
| Elek Gábor          |                     |     |           |          |

A döntőt 57–52-es összesítéssel a Ferencváros nyerte meg.
| A 2010–2011-es női kézilabda kupagyőztesek Európa-kupája győztese |
| ----------------------------------------------------------------- |
| FTC Rail-Cargo 2. cím                                             |